# Paiva
Paiva é um município brasileiro do estado de Minas Gerais. Sua população recenseada em 2022 era de 1 474 habitantes.

## Geografia
Localiza-se na Mesorregião da Zona da Mata.